# ジャーマンメタル
ジャーマンメタル（German Metal）とは、ヘヴィメタルのサブジャンルの一つ。ドイツ出身のヘヴィメタル・バンド群の総称。また、特にハロウィン（初期）に似た曲調のバンドを指すこともある。

## 概要
イノベイターとしてはスコーピオンズ、アクセプト、ハロウィン、ガンマ・レイなどが挙げられる。その他にも、本国ドイツでは大御所の域に達しているブラインド・ガーディアン、日本で大人気となったフェア・ウォーニング、世界的に人気を集めつつあるラムシュタインなど、様々なバンドが存在する。
音楽性に基づくジャンルとして、スコーピオンズの海外での成果に比べ、アクセプトなどはB級くささがあったため、伊藤政則曰く「自虐的」なスピードメタルを基調とする。「ハロウィンの守護神伝のような音楽をするヘヴィメタル」という意味で扱われる場合もあった。最近ではアングラ（ブラジル）・ラプソディー（イタリア）・ハンマーフォール（スウェーデン）などドイツ以外の国から多く同様のバンドが生まれるようになったため、この意味では、「メロディックパワーメタル（メロパワ）」・「メロディックスピードメタル（メロスピ）」という呼び方に取って代わられつつある。なお、これらのジャンルをジャーマンメタルと呼ばれるきっかけとなったハロウィン自体は、メンバーチェンジ等もあり、こちらの意味での典型的なジャーマンメタルとは必ずしもいえない。

## 沿革

### 1970年代
ジャーマン・ロックの代名詞と言えるクラウトロックという言葉は、主にサイケデリック・ロックやプログレッシブ・ロックを指す。1970年頃のドイツでは、ハード・ロックよりもこうした音楽が盛んであった。バース・コントロール、ルシファーズ・フレンド、エピタフなど、ハード・ロックと形容できるバンドも、1970年前後にはプロ・デビューを果たしていたが、いずれも、音楽性はプログレッシブ・ロックからの影響も感じられた。スコーピオンズのデビュー作『ロンサム・クロウ』（1972年）も然りである。
しかし、元スコーピオンズのマイケル・シェンカーはイギリスに渡り、UFOで大活躍した。一方のスコーピオンズもウルリッヒ・ロートを迎え、より洗練された叙情的なハード・ロック路線に移行して、ヨーロッパや日本で人気バンドとなる。

### 1980年代
1979年にデビューしたアクセプトは、凶暴なヘヴィ・メタル・サウンドに、ドイツのクラシック音楽からの影響をうかがわせるメロディを持ち込み、パワーメタルの代表的なバンドの一つとして、ヨーロッパや日本で人気を博した。その後、ランニング・ワイルドやグレイヴ・ディガーといったパワー・メタル・バンドも登場。
1982年には、スコーピオンズの『蠍魔宮〜ブラックアウト』が全米トップ10にランクイン。ドイツのハード・ロックとしては初の快挙であった。メロディック・ハード・ロックの分野としては、シナー（SINNER）なども登場。
また、1984年には、ドイツを拠点とするレコードレーベル、ノイズ・レコード（ Noise Records）が設立され、数多くの良質なバンドが在籍していた。
1980年代後半に入るとドイツでもスラッシュメタルの人気が高まり、ソドム、クリーター、デストラクションが登場。3組とも、1980年代末期には高い人気を獲得し、俗に、「ジャーマン・スラッシュ三羽ガラス」と呼ばれるようになった。更にリヴィング・デス、タンカード、メコン・デルタといったスラッシュ・バンドもデビュー。
メロディック・ハード・ロックでは、ジーノ、ボンファイア、ピンク・クリーム69がデビュー。正統派ヘヴィ・メタルではサンダーヘッド、ヴィクトリー、ワーロックなどが登場。パワー・メタルでは、レイジが日本でも人気を高めた。
そして、ハロウィンの『守護神伝-第1章-』（1987年）と『守護神伝-第2章-』（1988年）が大ヒット。従来のパワー・メタルを凌ぐスピードと、明快なメロディが話題となり、メロディック・スピード・メタルの雛形となった。しかし、日本では「ジャーマンメタル＝ハロウィン的なバンド」という偏った認識も生じる。彼らのインパクトは、それだけ強かった。

### 1990年代
メロディック・スピード・メタルの分野では、元ハロウィンのカイ・ハンセンが結成したガンマ・レイがデビュー。また、1988年にデビューしたブラインド・ガーディアンが、日本でも地位を確立した。その他にも、ヘヴンズ・ゲイトやクローミング・ローズ、ヘリコン (Helicon) など、多くのメロディック・スピード・メタル・バンドが日本に紹介された。
メロディック・ハード・ロックの分野では、フェア・ウォーニング、カサノヴァ、アクシス、GLENMOREなどが登場。また、ゴシックメタル・バンドのダークシードもデビューした。
ドイツ産メロディック・スピード・メタルのブームは、1990年代後半から徐々に鎮静化していく。その一方で、エドガイやフリーダム・コール、アット・ヴァンスといった新世代のバンドが台頭し、人気を博した。また、ピート・シールクとカイ・ハンセンが始めたアイアン・セイヴィアーや、ラルフ・シーパース（元ガンマ・レイ）とマット・シナー（シナー）によるプライマル・フィアは、ジューダス・プリースト直系の硬派な正統派ヘヴィ・メタルに回帰した音楽性で、シーンを賑わす。
プログレッシブ・メタルの分野では、ヴァンデン・プラスが登場。インダストリアルの分野では、ラムシュタインがデビューし、やがて世界的なバンドに成長。
ヨーロッパを代表するロック・フェスティバルになったヴァッケン・オープン・エアは、1990年に始まった当初は規模の小さいロック・フェスティバルだったが、1998年を境に世界中から70バンドを集める大規模なフェスティバルに成長している。
ドイツを拠点とするレコードレーベル、ニュークリア・ブラストは1987年に設立され、1990年代以降にハロウィンやブラインド・ガーディアンといった人気バンドを得て大きく飛躍し、ヘヴィ・メタル専門レーベルとして随一のブランドといえる存在になっている。

### 2000年代
大御所・中堅・若手が渾然一体となって、ドイツのヘヴィ・メタル・シーンは途絶えることなく続いている。女性ボーカリストをフロントウーマンとするバンドのブームを受けて、他国より少し遅れてキサンドリア（XANDRIA）やクリプテリア（Krypteria）が登場したほか、元GLENMOREの ユルゲン･フォルク（Jurgen Volk）がRawhead Rexxとして再出発を果たした。また、フォーク・メタル・バンド、エクリブリウムなど他国での動きに呼応するように新しいバンドは現れ続けており、ローカル／アンダーグラウンドではデスメタルやメタルコア・バンドも活動を続けている。

## 作品

### 関連書籍
- キャプテン和田のジャーマン・メタル（1992年7月1日、出版社: シンコーミュージック）